# Sandra Kolstad
Sandra Kolstad (19 januari 1985) is een Noorse zangeres, muzikante en producer. Zij woont en werkt afwisselend in Noorwegen en in Berlijn, Duitsland.
Zij begon op zesjarige leeftijd met piano spelen, en genoot een klassieke piano-opleiding, en opteerde later voor de elektronische muziek.
De eerste single voor haar album Zero Gravity State Of Mind, het melodieuze nummer Rooms, kwam uit in mei 2014, met een clip die gemaakt werd door James Slater.

## Discografie
- Crux (2011)
- (Nothing Lasts) Forever (2012)
- Zero Gravity State Of Mind (2014)[3]